# Wat Son Khao
Wat Son Khao (thailändisch วัดซ่อนข้าว, deutsch: „Tempel des Reisspeichers“) ist der Name der Ruine einer ehemaligen buddhistischen Tempelanlage (Wat) im Zentrum der historischen Altstadt von Sukhothai im UNESCO-Weltkulturerbe Geschichtspark Sukhothai in Thailand.

## Lage

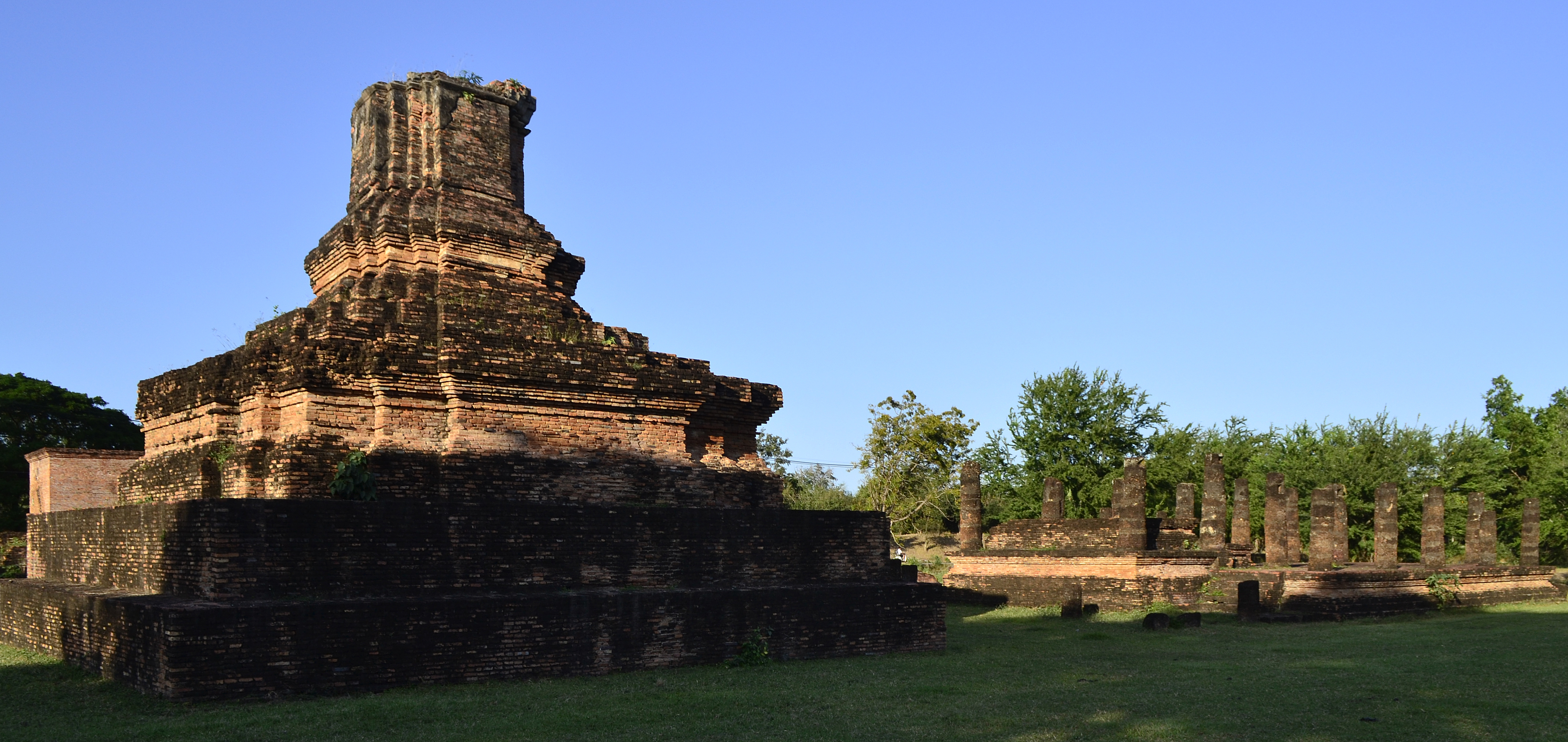
Wat Son Khao im Abendlicht
(Zustand: Dezember 2013)

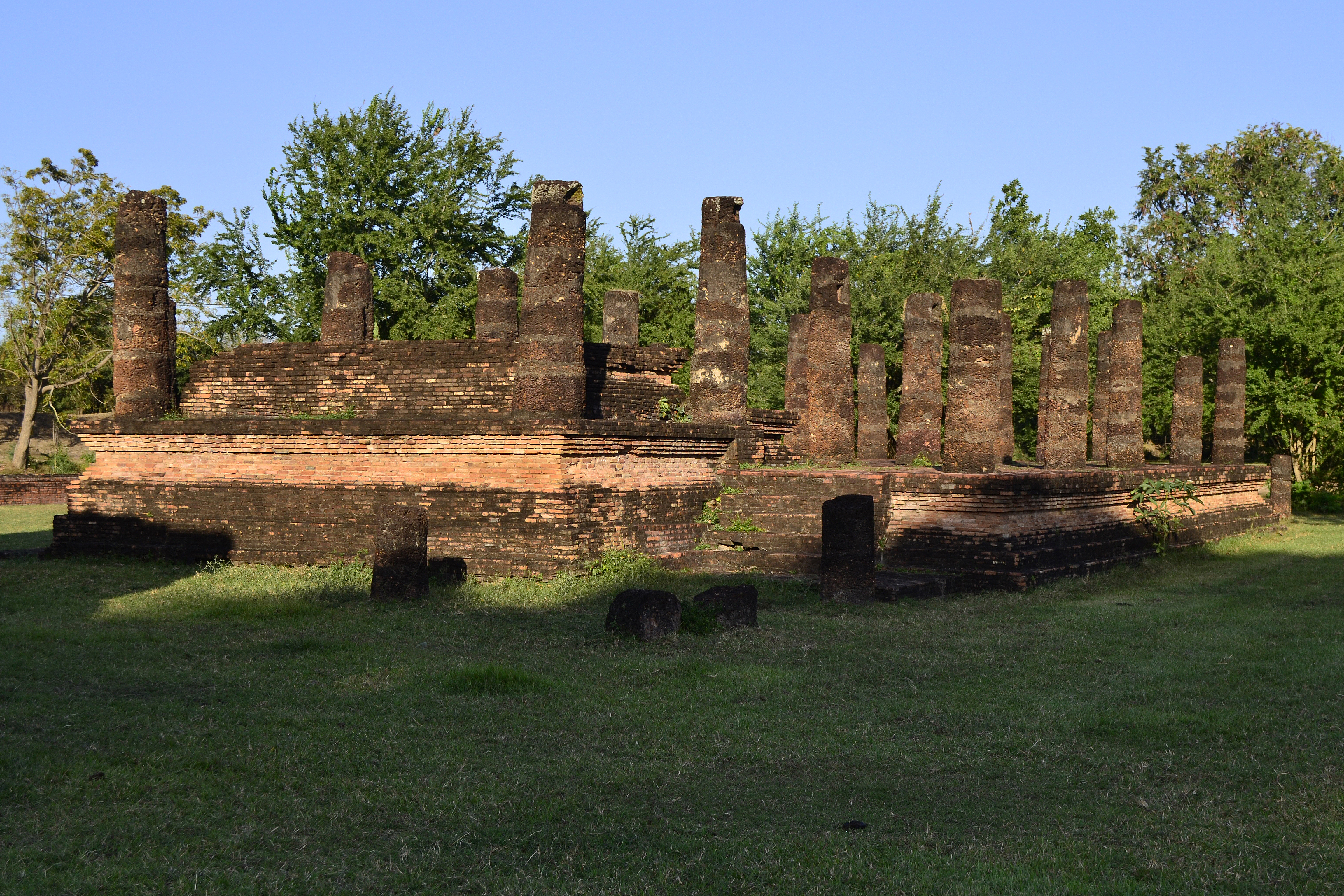
Wihan des Wat Son Khao
(Zustand: Dezember 2013)

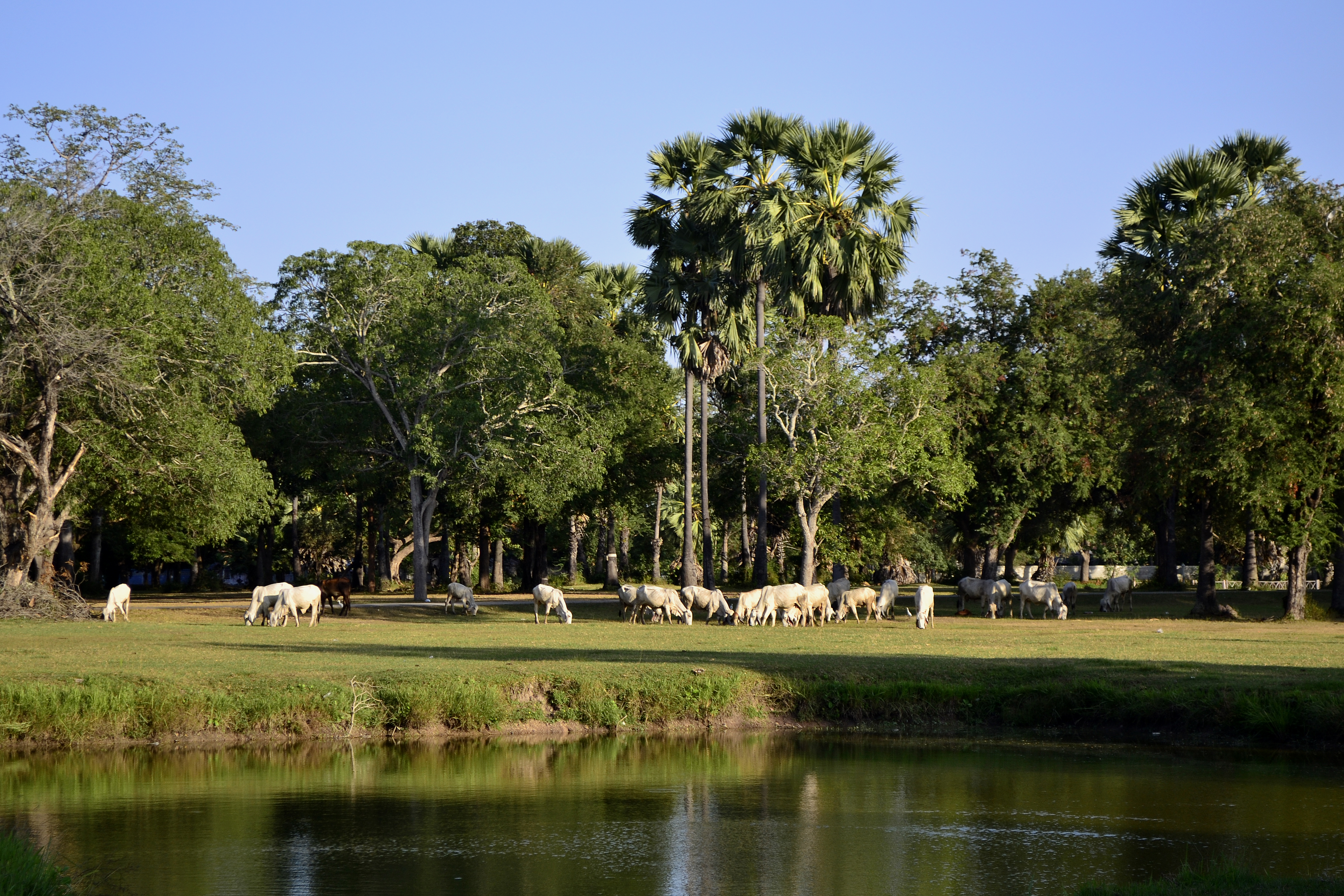
Landschaft südöstlich des Wats
(Zustand: Dezember 2013)

Wat Son Khao liegt innerhalb des Mauergürtels der Altstadt von Sukhothai knapp 100 Meter südöstlich des nördlichen Stadttors und 120 Meter nördlich von Wat Sorasak. Die relativ große Geländefläche wird im Norden von der Stadtmauer begrenzt, im Westen von der nach Norden in Richtung Si Satchanalai führenden Straße 1113, die in Teilen ihres Verlaufs der Trassenführung des antiken, die beiden Königsstädte miteinander und weiter südlich mit Kamphaeng Phet verbindenden „Thanon Phra Ruang“ (thailändisch ถนนพระร่วง, englisch Phra Ruang Road) entspricht.

## Forschungsgeschichte, Namensgebung, Datierung
Wat Son Khao wurde durch das Fine Arts Department in den Jahren 1965–1966 und erneut Mitte der 1980er Jahre archäologisch ausgegraben und restauriert. Während dieser Untersuchungen wurden zahlreiche aus Ton gebrannte Votivtafeln geborgen, die sich heute im Ramkhamhaeng-Nationalmuseum befinden. Die Forschungen lieferten Hinweise darauf, dass Wat Son Khao und der Nachbartempel Wat Sorasak möglicherweise ursprünglich zu demselben Tempelkomplex gehört haben. So ist der Name des Wats nicht durch antike Inschriften bezeugt, er bekam ihn vielmehr von der örtlichen Bevölkerung zugewiesen. Wat Son Khao wurde vermutlich in der späten Sukhothai-Periode, im ersten Viertel des 15. Jahrhunderts errichtet.

## Befunde
Der zentrale Bereich der Tempelanlage ist von einer rechteckig verlaufenden, 47 m × 75 m langen Ziegelmauer umgeben. Im Inneren dieses Gevierts befinden sich eine Versammlungshalle (Wihan), ein Haupt-Chedi und zwei untergeordnete Chedi. Vom Wihan sind noch der Ziegelsockel und eine große Anzahl am Säulen aus Laterit erhalten. Der Sockel kann über eine Treppe am östlichen Ende betreten werden. An seinem westlichen Ende befindet sich ein Podest, das früher eine nicht mehr vorhandene Buddhaskulptur getragen haben muss. Beim Haupt-Chedi handelt es sich um eine Backsteinkonstruktion auf einer quadratischen Basis. Das aufgehende Mauerwerk verjüngt sich stufenförmig und geht schließlich in eine rundliche Form über. Die Bauweise spricht dafür, dass er die Form einer Lotosknospe gehabt haben muss.
Außerhalb der Ziegelsteinmauer, etwa 50 Meter Luftlinie nordwestlich des Haupt-Chedi, liegt ein burmesische Einflüsse aufweisender Mondop mit einer stehenden Buddha-Statue. Die Ruinen eines etwa 100 Meter Luftlinie ostnordöstlich des Chedi befindlichen Gebäudekomplexes könnten ebenfalls zum Wat Son Khao gehört haben.